# مسجد جامع بفروئیه
مسجد جامع بفروئیه مربوط به سدهٔ ۹ هجری قمری است و در شهرستان میبد، روستای بفروئیه، محله پایین واقع شده و این اثر در تاریخ ۲۶ بهمن ۱۳۷۷ با شمارهٔ ثبت ۲۳۰۷ به‌عنوان یکی از آثار ملی ایران به ثبت رسیده است.